# 埃尔埃斯科里亚尔
埃尔埃斯科里亚尔，是西班牙马德里自治区的一个市镇。总面积69平方公里，总人口10967人（2001年），人口密度159人/平方公里。